# السهروردي المقتول
أبو الفتوح يحيى بن حبش بن أميرك السُّهْرَوَرْدي (بالفارسية: شهاب الدين سهروردى) ويلقب بشهاب الدين، واشتُهر باسم السُّهْرَوَرْدي المقتول تمييزاً له عن صوفيين آخرين هما: شهاب الدين عمر السهروردي (632هـ)، مؤلف كتاب «عوارف المعارف» في التصوف، وصاحب الطريقة السهروردية، أما الآخر فهو أبو النجيب السهروردي (ت:563هـ). وعند المسلمين في الشرق الأوسط نلاحظ غلبة لقب شيخ الإشراق على بقية الألقاب باعتبارهِ يحمل اسم حكمته التي اشتهر بها، وحكمة الإشراق هي التي أضحت مدرسة فلسفية صوفية متكاملة ما تزال حتى يومنا هذا لا سيما في الهند وباكستان وإيران.
وأبو الفتوح فيلسوف إشراقي، شافعي المذهب، ولد في سهرورد الواقعة شمال غربي إيران، وقرأ كتب الدين والحكمة ونشأ في مراغة وسافر إلى حلب وبغداد، حيث كان مقتله بأمر صلاح الدين بعد أن نسب البعض إليهِ فساد المعتقد وظن صلاح الدين أن السهروردي يفتن ابنه بالكفر والخروج عن الدين وكان مقتله في قلعة حلب سنة 586 هـ،
ولقد كان من المتصوفة في زمانه ومن فقهاء عصره في الدين والفلسفة والمنطق والحكمة ويسمى مذهبه الذي عرف به «حكمة الإشراق» ولهُ كتاب بهذا الاسم. ومن كتبهِ أيضا رسائل في اعتقادات الحكماء وهياكل النور.

## مولده ونشأته
ولد السهروردي في منتصف القرن الثاني عشر وتحديدا عام 549هـ /1155م في بلدة سهرورد بالقرب من مدينة زنجان الحديثة الواقعة في شمال إيران بين قزوين وسلسلة جبال البرز المشهورة بارتفاعها الشاهق، ونشأ في مدينة مراغة، من أعمال آنربيجان، المدينة القريبة إلى مسقط رأسهم التي أرسله إليها والده وهو ابن عشر سنين ليتعلم فيها على يد الشيخ مجد الدين الجيلي في مدرستهم فبدأ حياته العلمية صغيرا حيث شرع بقراءة القرآن والحديث وقواعد الصرف والنحو، ثم حضر دروس الفقه والأصول والمنطق والفلسفة حتى برع فيها، وهناك تعرف على زميل الدراسة فخر الدين الرازي وجرت بينهما نقاشات ومباحثات عديدة.
ثم انتقل الي اصفهان في وسط إيران، المركز الرئيسي للحركة العلمية آنذاك، فوجد السنة السينوية لا تزال حية، فأتم دراساته المقررة على يدالشيخ ظهير الدين القاري، وقرا كتاب البصائر النصرية في المنطق لعمر بن
سهلان الساوي، وطالع كتب ابن سينا التي كانت تحظى باهتمام بالغ من قبل العلماء.
يقول تلميذه الشهرزوري عنه إنه سافر في صغره لطلب العلم والحكمة إلى أصفهان، وبلغني انه قرأ هناك بصائر ابن سهلان الساوي على الظهيرالفارسي.
وفي اصفهان أيضا بدأ بكتابة مطولاته الأولى بستان القلوب كما أعجب برسالة الطير لابن سينا فقام بترجمتها إلى الفارسية.

## مذهبه
قيل إنه شافعي المذهب، وقيل إسماعيلي العقيدة والفكر، خاصة في مرحلة شبابه حينما انتدب داعيا للمدرسة الإسماعيلية النزارية.
وقد ذكره ابن حجر العسقلاني في لسان الميزان، وأكَّد أنّه "قُتل لسوء معتقده"، ويُلقَّب بالمؤيد بالملكوت، وكان يُتهم بانحلال العقيدة والتعطيل، واعتقاد مذهب الحكماء، واشتهر ذلك عنه، فأفتى علماء حلب بقتلهِ لما ظهر لهم من سوءِ مذهبه". وهو بحسب تعبير ابن تيمية في فتوى من فتاويه "المقتول على الزندقة"، "وكان في فلسفته مستمدًا من الروم الصابئين والفرس المجوس". بدوره، جمع شمس الدين الذهبي في سير أعلام النبلاء طائفة من أخبار السهروردي، ونقل موقف الفقهاء القاضي بقتلهِ، وأضاف معلِّقًا: "أحسنوا وأصابوا". في المقابل، استعاد ابن كثير أخبار الفيلسوف الضال في طبقات الشافعيين، ورأى أنَّ ما ساقه من علم الأوائل أدى إلى مقتله، "ولو أنه اقتفى بالآثار النبوية والأخبار المصطفوية المنقولة بالسند الصحيح عن خير البرية لأحسن من هذه البلية، ولرُفع يوم القيامة إلى الجنة العلية، ولكن كان ما وقع به مقدورًا، وكان على جبينه مسطورا".

## أساتذته
لا تشير المصادر التي أرخت لحياة السهروردي عن تفاصيل وافية لأساتذته المباشرين الذين تأثر بهم، أو الذين كان لهم أثر في تكوين حكمته الإشراقية، لكن ومن خلال ما تقدم في دراساته الأولى يمكن تسجيل ثلاثة أساتذة على الأقل هم: الشيخ مجد الدين الجيلي الذي كان له الفضل في تأسيس شخصية السهروردي العلمية مذ كان في مراغة، لا سيما في الفقه وأصوله، والشيخ ظهير الدين القاري الذي أتم عليه السهروردي دراساته المقررة في أصفهان ومنها كتاب البصائر النصيرية، والشيخ فخر الدين المارديني الذي اتصل به السهروردي أثناء تجواله داخل إيران وأخذ عنه قسطاً وافراً من
حكمة ابن سينا المشرقية.
أما السهروردي نفسه فإنه يزعم أن أساتذته هم أغاثوديمون وهرمس وفلاسفة اليونان الخمسة الكبار: أنباذوقليس وفيثاغورس وسقراط وأفلاطون وأرسطو، ثم جماسب وبزرجمهر، وكذلك يؤكد مفاخرأ وقد اخذته العزة الوطنية بأن بزرجمهر هو الرائد الحق للمفكرين اليونان.
لكن مصادر أخرى مؤكدة تشير من ناحية ثانية إلى أن السهروردي قد عرف في صباه جماعة المتصوفية، فوقف على طرقهم، ومارس رياضاتهم. وعاش مثلهم حياة عزلة وانفراد. وبهذا يتضح أن السهروردي بعد اشتغاله بالحكمة وصحبه للصوفية واستفادته من مجمل الأفكار التي أخذها خلاله أسفاره قد حصل لنفسه ملكة الاستقلال بالفكر حتى وصل إلى غاية مقامات الحكماء ونهاية مكتشفات الأولياء على حد تعبير تلميذه الشهرزوري.
يقول الدكتور إميل المعلوف: وليس ببعيد أن يكون السهروردي قد عرف في مرحلة شبابه وأثناء تجواله الديانات الشرقية ووقف على تعاليم قدماء فارس.. الأمر الذي اولد عنده اتجاها قكريآ مزيجا من الفلسفة والتصوف والعقائد الشرقية القديمة.
وبناءً على ذلك يمكن القول أن الثقافة التي تهيأت للسهروردي منذ مطلع شبابه لها طابعان، أحدهما عملي قوامه الفقه والأصول والكلام والحكمة النظرية. والآخر عملي قوامه التصوف وما فيه من أعمال الرياضة وتصفية النفس وتنقية القلب.

## تلامذته وأتباعه
لم يوفق شهاب الدين السهروردي طيلة حياتهِ بأكثر من المحبين والأنصار وبعض الدارسين العابربن: نُقطة، وابن الدُبيثي، وابن النجار، والضياء ، ولعل مرد ذلك إلى انعدام الفرص من الإفادة منهُ باعتبار كثرة أسفاره وتجواله في البلاد.
كما أن أسفار السهروردي بمعظمها كانت تهدف إلى التزود والاستفادة وتحصيل مشارك لهُ في علومهِ وقد قضى فترات طويلة من حياتهِ القصيرة طالباً وباحثاً عن هذه العلوم الشريفة ولم يكن في وارد الإفادة والإعطاء في تلك الحقبة من الزمن.
أما في حقبة الاستقرار الأخيرة في حلب فإنها كانت مليئة بالمناظرت، مشحونة بالمخاطر حيث انتهت بنهايتهِ، ولم يذكر لنا تاريخه بأنه ظفر بصحبة أحد طيلة وجوده في تلك البلاد. ونظرا لنبوغه وبراعته التي شهد له بها معاصريه لا سيما أستاذه المارديني عندما سئل عنهُ فقال: ذهنه يتوقد ذكاء وفطنة.

## مؤلفاته
ينبغي الإشارة إلى أن أكثر الذين نقلوا مؤلفاته وقعوا في التباسات عديدة، لوجود كتب نسبت إليه لا صلة له بها.

### أ-الكتب والرسائل الثابتة
- حكمة الإشراق
- المشارع والمطارحات
- هياكل النور
- رسالة مختصرة
- الأربعون اسمًا
- كتاب البصر

### ب-الكتب والرسائل المشهورة
- التنقيحات في الأصول
- الرقيم القدسي
- رسالة في اعتقاد الحكماء
- رسالة عقل سرخ
- البارقات الالهية
- الرمز المومي

## وفاته
اختلف في موته الكتّاب في تاريخ الفلاسفة فمنهم من ذكر أنه قتل عن طريق الجوع ومنعه من الطعام، ومنهم من قال قتل بالسيف، كما قيل إنه أحرق لكنهم أجمعوا على أنه حكم عليه بالقتل بتهمة الزندقة.

## وصلات خارجية
- السهروردي المقتول على موقع الموسوعة البريطانية (الإنجليزية)
- السهروردي المقتول على موقع ميوزك برينز (الإنجليزية)
- السهروردي المقتول على موقع ديسكوغز (الإنجليزية)